# Тесса Прайс
Тесса Прайс (англ. Tessa Price; нар. 25 березня 1967) — колишня південноафриканська тенісистка.
Найвищу одиночну позицію світового рейтингу — 101 місце досягла 24 жовтня 1994, парну — 129 місце — 5 грудня 1994 року.
Здобула 9 одиночних та 8 парних титулів туру ITF.
Найвищим досягненням на турнірах Великого шолома було 2 коло в одиночному та парному розрядах.
Завершила кар'єру 1997 року.

## Фінали ITF
| турніри $100,000 |
| турніри $75,000  |
| турніри $50,000  |
| турніри $25,000  |
| турніри $10,000  |

### Фінали в одиночному розряді (9–3)
| Результат | Ранг | Дата              | Турнір                  | Покриття | Суперниця           | Рахунок                 |
| --------- | ---- | ----------------- | ----------------------- | -------- | ------------------- | ----------------------- |
| Перемога  | 1.   | 20 червня 1988    | Мобіл (Алабама), США    | Тверде   | Джессіка Еммонс     | 7–5, 7–5                |
| Перемога  | 2.   | 29 липня 1991     | Хайфа, Ізраїль          | Тверде   | Шаповалова Тесса    | 6–2, 6–0                |
| Перемога  | 3.   | 12 серпня 1991    | Ашкелон, Ізраїль        | Тверде   | Ілана Бергер        | 7–6(9–7), 6–7(2–7), 6–3 |
| Поразка   | 4.   | 19 серпня 1991    | Ашкелон, Ізраїль        | Тверде   | Ілана Бергер        | 3–6, 7–6(7–5), 4–6      |
| Перемога  | 5.   | 25 листопада 1991 | Рамат-га-Шарон, Ізраїль | Тверде   | Анна Смашнова       | 6–4, 6–3                |
| Поразка   | 6.   | 26 жовтня 1992    | Саґа (Саґа), Японія     | Трава    | Джулі Річардсон     | 2–6, 6–7(8–10)          |
| Поразка   | 7.   | 2 листопада 1992  | Матіда (Токіо), Японія  | Трава    | Йоне Каміо          | 6–4, 6–7, 2–6           |
| Перемога  | 8.   | 16 листопада 1992 | Порт-Пірі, Австралія    | Тверде   | Джоанн Ліммер       | 3–6, 6–3, 6–1           |
| Перемога  | 9.   | 30 листопада 1992 | Мілдьюра, Австралія     | Тверде   | Россана де лос Ріос | 6–3, 6–3                |
| Перемога  | 10.  | 25 жовтня 1993    | Джакарта, Індонезія     | Тверде   | Романа Теджакусума  | 7–6(7–3), 6–2           |
| Перемога  | 11.  | 8 листопада 1993  | Маунт-Гамбір, Австралія | Тверде   | Ніколь Пратт        | 4–6, 6–2, 6–0           |
| Перемога  | 12.  | 29 листопада 1993 | Мілдьюра, Австралія     | Тверде   | Ніколь Пратт        | 7–5, 3–6, 7–5           |

### Фінали в парному розряді (8–3)
| Результат | Ранг | Дата              | Турнір                    | Покриття | Партнерка     | Суперниці у фіналі               | Рахунок у фіналі |
| Перемога  | 1.   | 29 липня 1991     | Хайфа, Ізраїль            | Тверде   | Кірстен Дреєр | Яніне Гамфріс Елізма Нортьє      | 6–1, 6–0         |
| Поразка   | 2.   | 12 серпня 1991    | Ашкелон, Ізраїль          | Тверде   | Кірстен Дреєр | Ілана Бергер Робін Філд          | w/o              |
| Перемога  | 3.   | 11 листопада 1991 | Свіндон, Велика Британія  | Килим    | Ілана Бергер  | Ельс Калленс Мішель Штребель     | 6–2, 7–5         |
| Перемога  | 4.   | 13 липня 1992     | Евансвілл (Індіана), США  | Тверде   | Деніелл Джонс | Мелані Бернард Керолайн Ділайл   | 6–2, 4–6, 6–4    |
| Перемога  | 5.   | 20 липня 1992     | Роенок (Вірджинія), США   | Тверде   | Деніелл Джонс | Мелані Бернард Сінді Саммерс     | 6–2, 6–2         |
| Поразка   | 6.   | 10 серпня 1992    | Йорк, США                 | Тверде   | Деніелл Джонс | Ніколь Арендт Шеннен Маккарті    | 3–6, 3–6         |
| Перемога  | 7.   | 16 листопада 1992 | Порт-Пірі, Австралія      | Тверде   | Деніелл Джонс | Джоанн Ліммер Робін Модслі       | 6–2, 5–7, 6–3    |
| Перемога  | 8.   | 17 липня 1995     | Вілмінгтон (Делавер), США | Тверде   | Клер Вуд      | Кетрін Берклей Одра Келлер       | 3–6, 6–1, 6–1    |
| Поразка   | 9.   | 4 вересня 1995    | Тяньцзінь, КНР            | Тверде   | Кірстін Фрає  | Чень Лі-Лін Лі Фан               | 2–6, 3–6         |
| Перемога  | 10.  | 30 жовтня 1995    | Саґа (Саґа), Японія       | Трава    | Деніелл Джонс | Робін Модслі Кіррілі Шарп        | 6–4, 6–2         |
| Перемога  | 11.  | 15 квітня 1996    | Елваш, Португалія         | Тверде   | Клер Тейлор   | Ганна-Катрі Аалто Кірсі Лампінен | 6–2, 6–3         |